# III. třída okresu Ostrava-město
III. třída okresu Ostrava-město (též známá jako Městská soutěž Ostrava) patří společně s dalšími III. třídami mezi deváté nejvyšší fotbalové soutěže v systému fotbalových soutěží v Česku. Je řízena Městským fotbalovým svazem Ostrava. V soutěžním ročníku 2024/25 se jí účastní 8 mužstev. 2 mužstva, která se umístí na nejvyšších příčkách tabulky na konci ročníku, mají právo postoupit do vyšší soutěže, tedy Městského přeboru Ostravy.

## Vítězové
| Ročník    | Vítězný tým              |
| --------- | ------------------------ |
| 2003/2004 | SSK Vítkovice neslyšící  |
| 2004/2005 | SK Rapid Muglinov        |
| 2005/2006 | SK Rapid Muglinov        |
| 2006/2007 | TJ Sokol Markvartovice   |
| 2007/2008 | FC Odra Petřkovice „B“   |
| 2007/2009 | FC Heřmanice Slezská „B“ |
| 2009/2010 | TJ Sokol Pustkovec       |
| 2010/2011 | TJ Slovan Ostrava „B“    |
| 2011/2012 | TJ Sokol Hošťálkovice    |
| 2012/2013 | VOKD - Poruba TCHAS      |
| 2013/2014 | TJ Sokol Pustkovec       |
| 2014/2015 | TJ Sokol Hrabová         |
| 2015/2016 | Soutěž se nehrála.       |
| 2016/2017 | FC Vratimov „B“          |
| 2017/2018 | TJ Slovan Ostrava        |
| 2018/2019 | FC Vřesina „B“           |
| 2019/2020 | TJ Klimkovice „B“        |
| 2020/2021 | Soutěž se nehrála.       |
| 2021/2022 | Soutěž se nehrála.       |
| 2022/2023 | FK Stará Bělá „B“        |